# 9012 Benner
9012 Benner este un asteroid din centura principală de asteroizi.

## Descriere
9012 Benner este un asteroid din centura principală de asteroizi. A fost descoperit pe 26 octombrie 1984 la Stația Anderson Mesa de Edward L. G. Bowell. El prezintă o orbită caracterizată de o semiaxă mare de 2,88 ua, o excentricitate de 0,31 și o înclinație de 5,1° în raport cu ecliptica.